# Follaje (arquitectura)

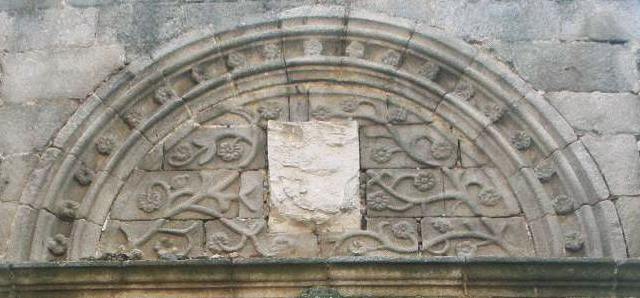
Follaje en el arco del hospital de Santa Escolástica en Ávila (España)

El follaje es un elemento arquitectónico consistente en una especie de adorno de ramas, hojas, frutos, cogollos, hojas harpadas, sátiros y otros animales, estando relacionado con otros términos como son brutesco y grutesco. Estaría presente en el arte egipcio, etrusco, griego, gótico y renacentista, entre otros.

## Decoración según el periodo
El follaje ya sea real o fantástico es uno de los motivos de ornamentación empleado con mayor frecuencia en arquitectura. Los follajes en los antiguos estilos de arquitectura están tomados de la flora del país. Así se pueden ver:
- en los monumentos de Egipto se hallan follajes de palmera y de loto.
- en los griegos y romanos, los de acanto, laurel y olivo.
- en los monumentos romano-bizantinos los follajes no son por lo común más que imitaciones bárbaras y groseras de los follajes clásicos.
- en el periodo gótico los escultores tomaron por modelo las plantas de las campiñas que rodeaban las iglesias en construcción.

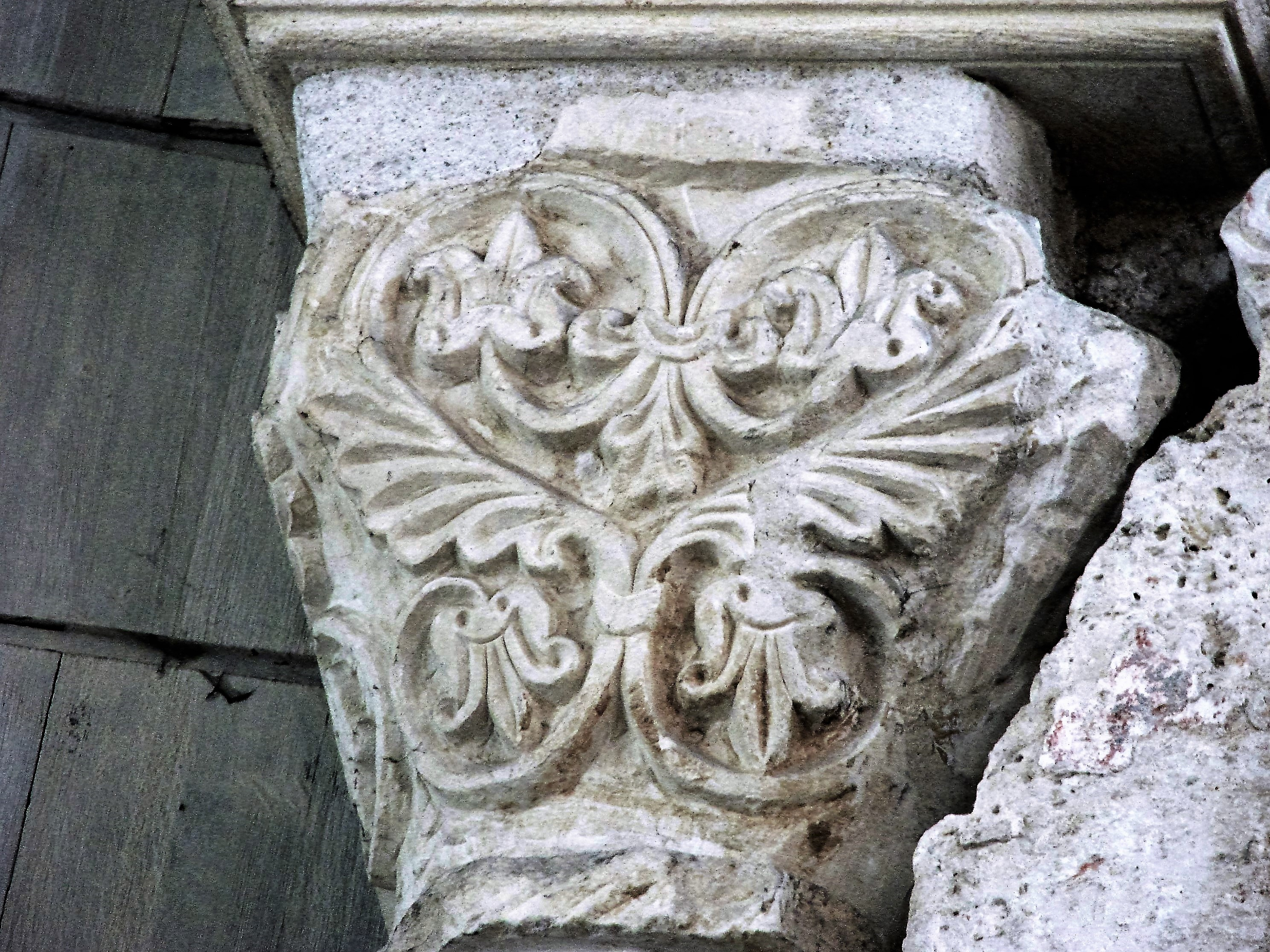
Decoración románica en Francia

En el siglo XII, los follajes aparecen ya variados pero todavía algo fantásticos mientras que en el siglo XIII los motivos de ornamentación formados de follajes se estudian del natural concienzudamente y se disponen con extraordinaria elegancia. Los motivos empleados con mayor frecuencia en esta época son la hiedra, la viña, la encina, el fresal, el manzano, el castaño, la higuera, el perejil, la achicoria, las malvas rizadas, la hepática, el apio, la col, el acebo o el cardo, así como varias plantas acuáticas de perfil muy característico.
En el Renacimiento, las guirnaldas de flores y de frutos se unen a los follajes. En los siglos XVII y XVIII, guirnaldas de follajes bien de encinas, bien de olivo están empleadas como motivo de ornamentación y ocupan a veces en las fachadas superficies considerables.
En el siglo XVI, el acanto blanco y tradicional volvió a estar en boga. En la época moderna es muy raro ver que se introduzcan tipos nuevos en los motivos de ornamentación formados de plantas pues se reproducen en general más que nunca los clásicos de la antigüedad.